# Pocharica ocellata
Pocharica ocellata är en insektsart som beskrevs av Victor Antoine Signoret 1860. Pocharica ocellata ingår i släktet Pocharica och familjen Ricaniidae. Inga underarter finns listade i Catalogue of Life.